# Јефрем II Јерусалимски
Патријарх Јефрем II (грч. Πατριαρχης Εφραιμ Β΄; рођ. Евтимије Атињанин, у. 15. април 1770. Јерусалим) и епископ Јерусалимске патријаршије, патријарх Јеруслима и све Палестине.

## Биографија
Грк пореклом, родом из Атине. Основно образовање стекао је у Атини, потом га наставио на Патмоској академији код највећег грчког просветитеља, светог Макарија Патмоског, где је постао ученик светог Герасима Византијског и замонашио се. Према другим изворима, учио је са Макаријевим учеником, Јаковом са Патмоса, који је отворио сличну образовну установу у Јерусалиму 1736. године.
Јевтимије је био чувен по свом образовању; Грчки и арапски аутори 18. века додали су његовом имену почасну титулу "дидаскал" - "учитељ".
1741. или 1742. године, пошто је већ постао чувени проповедник, Јефрем је стигао на Кипар на позив архиепископа Филотеја да преузме руководство Грчком школом, такође названом Еллиномусион (Грчки музеј). На Кипру је Јефрем био активан у просветној и наставној делатности, био је и саветник архиепископа.
Године 1760. отпутовао је на Атос и донео из Велике лавре на Кипар део главе светог Михаила Синадског. Исте године, заједно са митрополитом китијским Макаријем, одлази у Истанбул ради прикупљања средстава за потребе Кипарске цркве. Они су такође молили османске власти да смање порезе због куге, али њихов захтев није испуњен. У Истанбулу је Јефрем добио почасну титулу Јерокирикса Велике Цркве.
Године 1759, после смрти архиепископа Филотеја, највероватније по повратку Јефрема из Истанбула, понуђено му је да преузме упражњено место, али је он то одбио и напустио острво.
Године 1761. био је у Бејруту и Дамаску, главним центрима Антиохијске патријаршије, где је настављена жестока идеолошка конфронтација између православне и унијатске мелкитске католичке цркве, које су се од ње одвојиле. На захтев једног од православних арапских писаца, свештеника Јусуфа Марка, Јефрем је саставио антикатоличку расправу „Кодекс јеретичких новотарија које су увели Латини“, у којој је дао списак од 170 одступања католика од православне доктрине од време Великог раскола.
Убрзо након тога, Јефрем се преселио у Палестину, где се подвизавао у лаври Светог Саве, затим служио као помоћник Јакову Патмоском у његовој академији и, могуће, њоме руководио после његове смрти 1765. године.
У Палестини је направио брзу каријеру, што му је олакшало широко образовање. Руски ходочасник јеромонах Леонтиј, који се састао са Јефремом у пролеће 1765. године, говорио је о њему као о утицајном члану Јерусалимског синода.
Јефрем је 6. септембра 1766. године уздигнут у чин витлејемског митрополита.
Јерусалимски патријарх Партеније, који је живео у Истанбулу, 17. октобра 1766. уручио је цариградском патријарху Самуилу акт абдикације у корист Јефрема.
Пошто је обезбедио сагласност палестинског свештенства, цариградски патријарх и синод су децембра 1766. узвели митрополита Јефрема на јерусалимски патријаршијски трон.
Према устаљеном предању, током своје Патријаршије Јефрем је боравио углавном у Истанбулу.
1757. године, после скоро 70 година католичке доминације, османске власти су пренеле преференцијална права на поседовање палестинских светих места на Грке. Око 1767. Јефрем је морао да се одупре покушајима фрањеваца да поврати контролу над базиликом Рођења у Витлејему и Гробом Блажене Дјевице Марије у Гетсиманији. У правној борби, Грци су победили уз велику цену.
Да би прикупио средства за покривање трошкова, Јефрем је отишао у Молдавију и Влашку, али је у то време почео руско-турски рат 1768-1774. У страху од прогона хришћана у подунавским кнежевинама, патријарх се журно вратио у Истанбул.
Фрањевци су поново покушали, уз подршку дипломата католичких сила, да поставе турске власти против православних и поврате светиње. Ипак, патријаршијски гувернер, митрополит Птолемејски Софроније ал-Килизи, успео је да придобије шеик-ул-ислама, шефа османског правосудног система, а ферманом султана Мустафе III потврђене су привилегије православних.
Написао је многа дела на духовне теме, али је већина његових дела објављена тек после његове смрти.
Већина извора наводи да је патријарх Јефрем умро у Истанбулу 1771. године. Сачувано је, међутим, писмо према коме се упокојио 15. априла 1770. године, а 17. истог месеца митрополит Птолемејски Софроније је уздигнут на патријаршијски трон.